# La Liga de 1967–68
A La Liga de 1967–68 foi a 37º edição da Primeira Divisão da Espanha de futebol. Com 16 participantes, o campeão foi o Real Madrid.